# Blizoo
blizoo (търговска марка на „Близу Медия енд Броудбенд“ ЕАД) е бивш български телекомуникационен оператор. Създаден е в резултат от сливането на два от най-големите български кабелни телевизионни оператори „Евроком кабел“ и „Cabletel“ през 2010 г. През юли 2015 г. е придобит изцяло от Mtel, като на 18 септември 2015 Комисията за защита на конкуренцията (КЗК) одобрява сделката. Сливането на телевизионната услуга на Mobiltel, с тази на Blizoo приключва на 1 юни 2016 г. На 12 април 2017 г. операторът е окончателно слят в Мобилтел ЕАД.

## История
През 1992 г. е създадена като кабелен оператор „Уникомс Трейдинг“ ООД в София, а след 1995 г. – и в Плевен, Лом и Оряхово. През 1999 г. се изгражда оптично-коаксиална мрежа в София с предоставяне на високоскоростен достъп до Интернет през кабелната мрежа по DOCSIS протокол. През 2001 г. е създадена „Евроком кабел“, която обединява всички компании на „Евроком“ от София и от страната. Предмет на дейност е доставката на кабелна телевизия, кабелен високоскоростен и конвенционален Интернет, а през 2002 г. фонд SEEF инвестира над 10 млн. долара.
През 2005 г. става собственост на холандското дружество FN Cable Holdings B.V. от групата на Warburg Pincus (1 от 3-те фонда, участвали в сделката за БТК). През 2006 г. „Евроком“ стартира своята метро-коаксиално-оптична мрежа в България, като чрез дъщерната „ИнтерБГКом“ е и доставчик на LAN Интернет. От 2007 г. „Евроком“ предлага тройна услуга (triple play) – пренасяне на глас, видео и данни. През 2008 г. от „Томеком“ ЕООД са закупени „Габрово кабел“, „Кабелсат 95“, „Колор Сат“, „Кей Ес Ви Сат“ и „Ники 2000“.
През 2009 г. шведският инвестиционен фонд за дялово инвестиране EQT V придобива за 120 млн. EUR 100% от „Евроком кабел“, както и 70% от дотогавашния конкурент „Кейбълтел“. Допълнително са предвидени и 90 млн. евро инвестиции. На 17 май 2010 г. 2-те фирми се вливат окончателно в една и името е променено на „blizoo“. С това тя се превръща в най-големия кабелен телекомуникационен оператор в България, като още същата година са закупени монтанският кабелен оператор „Монт 7“ и добричкият интернет доставчик „Линк БГ“. През 2011 г. компанията започва предлагане на услугата „Fiber Power“, която е най-новата технология за пренос на данни, Интернет, телевизия и телефон по оптичен кабел.
На 29 юли 2015 blizoo е придобит от мобилния оператор Мтел, като това е втората подобна инвестиция на Мобилтел ЕАД след закупуването на Megalan Network и Spectrum Net. На 12 април 2017 г. операторът окончателно е влят в Мобилтел и преустановява съществуването си.

## Услуги
- Аналогова телевизия
- Цифрова телевизия
- Телефония
- Интернет